# توماس بنجامين فيتزباتريك
توماس بنجامين فيتزباتريك (بالإنجليزية: Thomas Benjamin Fitzpatrick)‏ هو ضابط وسياسي أمريكي، ولد في 1896 في فيرجينيا الغربية في الولايات المتحدة، وتوفي في 1974. انتخب حاكم ساموا الأمريكية ‏ (15 يناير 1936 – 20 يناير 1936).